# Нестеренко Опанас Андрійович
Нестеренко Опанас Андрійович (1 травня 1894, Полтавська губернія, Російська імперія — ?) — підполковник Армії УНР.

## Життєпис
Родом з Полтавщини.
Закінчив Казанське військове училище (1915), у складі 722-го та 723-го піхотних полків брав участь у Першій світовій війні. Останнє звання у російській армії — поручик.
На службі в Дієвій армії УНР з 1 вересня 1919 року — командир сотні 1-го пішого рекрутського полку. У 1920—1922 роках — командир сотні 20-го куреня 3-ї Залізної дивізії Армії УНР.
Закінчив Українську господарську академію у Подєбрадах (1929), працював інженером лісового господарства.
Від 1945 року перебував в еміграції у Німеччині.
Подальша доля невідома.